# 小橋亜樹
小橋 亜樹（こはし あき、1972年9月27日 - ）は、日本のタレント、パーソナリティ、歌手。所属事務所はCREATIVE OFFICE CUE。血液型B型、身長156cm。既婚者。配偶者は番組制作会社のディレクターで現在はフリーランスで活動。
北海道旭川市出身。旭川実業高等学校中退。以前は、「小橋アキ」名義で活動していた。「アキちゃん」、「アキンコ」などと呼ばれることが多い。

## 来歴・人物
旭川実業高等学校を中退後、道北バスでバスガイドをしていた1992年に、HBC主催のパーソナリティ・オーディションに出場し準優勝。
オーディション受賞時の同期は声優の今野宏美である。
また、オーディションの最終候補者に現在HBCラジオ『BAN BAN Radio』パーソナリティの高島保がいる。
その後、ラジオパーソナリティーに転身し、『がけっぷちまで一心不乱　熱血！いけぞえ商店』（HBCラジオ）のアシスタントを皮切りに、北海道を拠点としてHBCを中心に、テレビ・ラジオに出演する。
1999年に、北海道の芸能タレント事務所CREATIVE OFFICE CUEと契約し、現在に至るまで北海道のテレビ・ラジオ番組を中心に活躍している。
2009年8月からは、かつて同じ事務所に所属していた大下宗吾と組み、お笑いライブ「大下宗吾×小橋亜樹ライブ『DaiShow』」を開催。
2010年10月には、同じ所属事務所のオクラホマも加えた「DaiオクラホマShow」で、札幌の他に東京と大阪で公演を行う。
2011年10月に、第2弾「DaiオクラホマShow2011」と銘打ち、札幌・東京・大阪で前年を上回る数の公演を行った。
その後は恒例となり、2012年9月に名古屋での公演を加え「DaiオクラホマShow2012」。
2013年9月には「DaiオクラホマShow2013」を開催。
2011年11月には、かつて同じ事務所に所属した飯野智行が、脚本と演出を手掛け主演した舞台『Rock Bottom 〜第2章〜』に客演。
2013年10月には、続編となる『Rock Bottom 3』に主演。
2014年11月に、続編となる『Rock Bottom 4』に主演した。
2018年7月25日に、ロックバンド・怒髪天のメンバーである増子直純のプロデュースで歌手としてIMPERIAL RECORDSよりメジャーデビューした。

## エピソード
- 北海道テレビ放送『ドラバラ鈴井の巣』では、演歌歌手「御社亜紀（おやしろ あき）」という役柄で演歌を歌ったこともある。2014年のCUE DREAM JAM-BOREEのために森崎博之が作曲した音頭『ジャンボリー盆歌』でも歌唱を担当した。
- 酒豪であり、一緒に仕事をすることが多いスタイリスト・小松江里子、ヘアメイク・諸橋みゆきと合わせて「飲んだくれ3人組」と呼ばれた。その飲みっぷりはかなりの酒飲みである鈴井貴之をして「ススキノで朝まで飲んでる」と言わせたほど。また、同じ所属事務所の北川久仁子・宮崎奈緒美（現在は退所）と共に、ファンを募集して定山渓温泉で朝まで飲み続けるツアーまで開催された。
- HBCでパーソナリティを務める田村美香・斉藤こずゑと3人で、最初は「HBCの3美人」となっていたが、のちにHBC三馬鹿トリオと称され、YASUが休みの時の『カーナビラジオ午後一番!』の代理を3人で務めたこともある（通称「女だらけのカーナビラジオ」）。小橋のOFFICE CUE入社以降は三馬鹿トリオの名前も聞かなくなったが、今でも2人とは親交がある。同じくHBCでパーソナリティを務める中野智樹は、HBCラジオに参加した時期がこのHBC三馬鹿トリオとは近く、年下から弟分として親しい関係である。当時は二十代の貯金ができない浪費癖のある中野から定期出演分のギャラを月分割で一定額を預かり、三人共同名で管理する中野名義の通帳が存在する。中野の親族への特別なもの、急な出費などには、三人の同意承諾から引出しが認められている。中野本人には貯蓄金額は秘匿されているが2018年現在、ガッチャンコHBCのラジオ版番組の対談で通帳をみた大森俊治に拠ると「HBCに通える範囲の中古マンションが購入できる金額。」と感心された。
- 生涯で一番恥ずかしかったことは「高校生の時に彼氏の部屋に遊びに行ったが体調が悪くなり、彼氏に座薬を入れてもらっている所を彼氏のお姉さんに見られたこと」とラジオ番組で語っていた。
- 1993年に行われた「'93 ビッグエコー チャリティーカラオケ選手権in北海道 グランドチャンピオン大会」に出場するものの入賞はならなかった。
- 2006年12月1日にOFFICE CUE主催のファンクラブイベントにて同年12月25日に婚姻届を提出することを発表し、翌2日にOFFICE CUEの公式ウェブサイトにて入籍を報告した。イベントでは北川久仁子と宮崎奈緒美・所属事務所の社長である鈴井貴之以外のタレントには事前に知らされていなかったため、ファン以上にTEAM-NACSの面々が最も驚いていた。婚約者はHTBのディレクターだという[2]。
- 2014年に日本酒利き酒師の資格を取得した[3]。
- 2017年4月10日に北海道福島町から「北海道福島町スルメ大使」に任命され、それに伴い福島町からスルメ製の辞令およびスルメ1年分が贈呈された。
- 5丁目STATIONアキトム!（3スタ生）では自称「プロのタクシー乗り」として時折、タクシー利用時のエピソードを展開するが  父親は個人タクシー事業者。最近は相方の中野智樹の声が「にゃー」としか聞こえなくなり始めた。
- 実家がある旭川では、かつて実母がスナックを経営していた（閉店）。
- 5丁目STATIONアキトム!（3スタ生）の共演者中野智樹とは公私の親友。小橋が実家家族との旅行に誘うほどの関係。小橋はラジオ・パーソナリティとしての長い活動から、ロケや旅行に出かけた際の移動中には当地のローカル番組に耳を傾け、ときには北海道のローカルタレントという肩書きは伏せて、旅行を満喫している一北海道民としてメールを投稿したことがある（2017年「5丁目STATIONアキトム!（3スタ生）」番組内の発言）。

## 出演

### 現在のレギュラー番組

#### テレビ
- 今日ドキッ!（2010年3月29日 - 、HBC）- 月曜日、火曜日、金曜日のコーナーにレギュラー出演
- 酒メンタリー 生き恥上々（2014年12月28日 - 不定期放送、HBC）

#### ラジオ
- 5丁目STATIONアキトム!（3スタ生）（2008年4月 - 、HBCラジオ）
- 小橋亜樹のわくわくワンダーランド（2021年6月1日 - 、FMドラマシティ）

### 過去のレギュラー番組

#### テレビ
- 情報ワイド 夕方Don!Don!（1999年 - 2003年、HTB） - リポーター
- ペット大好き!（2001年4月 - 2007年9月、テレビ北海道)  - ナレーター
- ドラバラ鈴井の巣（2002年2月1日 - 2004年12月23日、HTB）  - 準レギュラー
- イチオシ!（2003年、HTB）
- FOMA Presents9!（2004年 - 2005年、HTB）
- どーせヒマでしょ?（2005年10月 - 2008年9月、北海道文化放送）
- その道のプロ〜略してそのプロ〜（テレビ北海道）
- ビタミンTV（2000年1月 - 2006年3月、HBC）- コーナー進行
- Hana*テレビ（2006年4月 - 2010年3月、HBC）- コーナー進行、中継レポーター
- HTBスペシャルドラマ「そらぷち」（2007年9月29日、HTB） - 豊川静江 役
- 鈴井貴之のロケハン。（2006年10月 - 2007年11月、チャンネルNECO）
- 白い貧乏男子 第五話（2008年（本編放送終了後）、第2日本テレビ） - 病院受付 役
- 直CUE!勝負 目指せ!北海道完全征服!?（2008年9月 - 不定期、チャンネルNECO）
- アオタガイ学園（2015年10月2日 - 2016年3月25日、札幌テレビ）
- チャンネルはそのまま!（2019年3月18日 - 22日、HTB） - 街頭インタビューに答える女性 役

#### ラジオ
- がけっぷちまで一心不乱 熱血!いけぞえ商店（1992 - 1993年、HBCラジオ）
- わらふく予備校（1994年、HBCラジオ）
- 夕刊さくらい〜ニュースのツボ!〜（1996年4月 - 1998年3月、HBCラジオ）
- カーナビラジオ 夕刊YASU（1998年4月 - 1999年3月、HBCラジオ）
- MOVE ON（1999年10月 - 2001年3月、HBCラジオ）
- 小橋アキのハイ・プレジャーランド（2001年10月 - 2004年3月、HBCラジオ）
- ウィークデーナイトは遊ばないと!（2005年10月 - 2007年3月、HBCラジオ）
- ベストテンほっかいどうシリーズ（HBCラジオ）
  - ベストテンほっかいどう（1999年4月 - 9月／2005年4月 - 9月）
  - アキ&トムのベストテンほっかいどう21（2001年4月 - 2004年9月）
  - ベストテンほっかいどう〜ONE〜／ベストテンほっかいどう〜WITH〜（2004年10月 - 2005年3月）
- アキトム!シリーズ（HBCラジオ）
  - 期間限定バラエティー アキトム! (仮)（2005年10月 - 2006年3月）
  - 時間変動バラエティー アキトム! ( )（2006年4月 - 9月／2007年4月 - 9月）
  - 期間延長バラエティー アキトム! DX（2006年10月 - 2007年3月）
  - 継続断行バラエティー アキトム! (編成困惑)（2007年10月 - 2008年3月）
- 北風小僧（2006年10月 - 2008年3月、Date fm）
- アキと慎二のBUMP!〜先輩と後輩のビミョーな関係〜（2011年11月6日 - 2012年3月25日、HBCラジオ）
- テツヤ・あっきー・大小の三ツ星トーク（2012年 - 2013年、FM NORTH WAVE）
- 親びん＆亜樹のEZOマリアージュ（2015年 - 2017年、HBCラジオ）

### 映画
- man-hole（2001年3月3日公開、監督:鈴井貴之） - コンビニ店員 役
- river（2003年11月29日公開、監督:鈴井貴之） - 不動産屋 役
- 銀のエンゼル（2004年12月18日公開、監督:鈴井貴之） - 看護師 役
- Little DJ〜小さな恋の物語 （2007年12月15日公開、監督：永田琴） - 映画館もぎり 役
- N43°「AFTER」（2009年2月21日公開、監督:森崎博之） - 銭湯番台のおばあちゃん 役
- 探偵はBARにいる（2011年9月10日公開、監督:橋本一、東映） - 立食パーティの出席者 役
- がじまる食堂の恋（2014年9月20日公開、監督:大谷健太郎）

### アニメ
- ジンギスカンのジンくん（2017年） - テンくん・はしあさこ 役

### 舞台
- TAKAYUKI SUZUI PROJECT OOPARTS 特別公演「天国への階段 北海道re-mix」〜ありがとう道新ホール〜（2024年6月21日 - 23日、道新ホール）[4]

## CD
- POCKEBELLERS「ポケベル天国」（作詞：岡田冨美子、作曲：彩木雅夫、編曲：小賀さとし）c/w BELL-FRIENDS「どっちもどっち」（テイチクTEDN-278、1995/11/22発売）
  - NTTドコモ北海道のポケットベル・プロモーション曲。メイン・ヴォーカルは小橋、コーラスはYASU他のHBCパーソナリティ。
- 御社亜紀「ドラバラ鈴井の巣」なんてったってアイドル! CD（第7回作品『なんてったってアイドル!』の曲を収録したシングル）

- ぶらぶらぶらり/酔い℃（テイチクTECI-632、2018/7/25 発売）
  - ぶらぶらぶらり - HBC「今日ドキッ！」内コーナー「ぶらりサーチ」テーマ曲（作詞：小橋亜樹、作曲：上原子友康）
  - 酔い℃（アキとナオズミ） - HBC「酒メンタリー」挿入歌 （作詞：増子直純＆小橋亜樹/作曲：上原子友康）
- こはし暖簾（2020/9/23発売）（小林旭の「熱き心に」のカバーを含むミニアルバム）